# Jęczmieniszki
Jęczmieniszki (lit. Eitminiškės)  – wieś na Litwie, w okręgu wileńskim, w rejonie wileńskim, w gminie Niemenczyn. Według danych z 2011 roku we wsi mieszkało 189 osób.
Siedziba parafii św. Antoniego Padewskiego z kościołem z 1924. We wsi znajdują się też poczta, dom kultury, biblioteka i dwie szkoły podstawowe, z czego w jednej z nich językiem wykładowym jest polski. 

## Historia
W XIX i w początkach XX w. położone były w Rosji, w guberni wileńskiej, w powiecie wileńskim. Po I wojnie światowej pod administracją polską, w Zarządzie Cywilnym Ziem Wschodnich. W latach 1920–1922 w składzie Litwy Środkowej.
Od 11 kwietnia 1922 leżały w Polsce, w województwie wileńskim, w powiecie wileńsko-trockim, do 1 kwietnia 1927 w gminie Niemenczyn, następnie w gminie Podbrzezie. W 1931 miejscowość liczyła 121 mieszkańców, zamieszkałych w 19 budynkach.
Po II wojnie światowej w granicach Związku Sowieckiego. Od 1991 na niepodległej Litwie.